# مقابلة (علم الفلك)

رسم بياني لعلم الفلك الموضعي يوضح وضع التقابل

المقابلة أو الاستقبال أو التقابل هي مصطلح يستخدم في علم الفلك الموقعي ليشير إلي وجود جرمين سماويين في الجهة المقابلة لبعضهما البعض عند رصدهما من موقع محدد (غالباً الأرض).
ويقال إن الجرم الفلكي سواء كان كوكب (أو كويكب أو مذنب) في موضع «التقابل» عندما تكون الشمس والأرض والجرم الفلكي في خط مستقيم تقريبا (أو في وضع؛اقتران كوكبي) والأرض تكمن في المنتصف بين الجرم الفلكي والشمس، مما يجعل الشمس والكوكب يظهران في اتجاهات متعاكسة عند النظر إليهما من الأرض. وتحدث هذة الظاهرة لأن معظم المدارات في النظام الشمسي تقريبا متشاركة المستوى بالنسبة لمسار الشمس. التقابل الفلكي يحدث فقط للكواكب العلوية وهذا يعني أي كوكب يدور حول الشمس خارج مدار الأرض (انظر الرسم البياني).
تحدد لحظة التقابل الفلكي عند الاختلاف الظاهري لخط الطول السماوي (الأرضي المركز) للجرم بمقدار 180 درجة عن خط الطول الظاهري للشمس. في تلك اللحظة، فإن الجرم يكون:
- أقرب إلى الأرض من المعتاد، مما يجعلها يبدو أكبر وأكثر إشراقا.[8](مقابلة الكواكب هي أفضل الفرص لمراقبة الكواكب العلوية لأنها بعيدة تماما عن وهج الشمس، وأقرب إلى الأرض من المعتاد).
- في حركة ظاهرية تراجعية.[9]
- مرئي تقريبا طوال الليل- ويشرق تقريبا عند غروب الشمس، ويبلغ ذروته حوالي منتصف الليل، ويغرب تقريبا عند شروق الشمس.[10]
- مضاء بالكامل تقريبا بنور الشمس ويظهر الكوكب طور كامل، مماثل للقمر كامل.[11]
- في هذا الوضع يزداد الضوء المنعكس من الأجرام الفلكية ذات الأسطح الخشنة الغير محجوبة.[12]

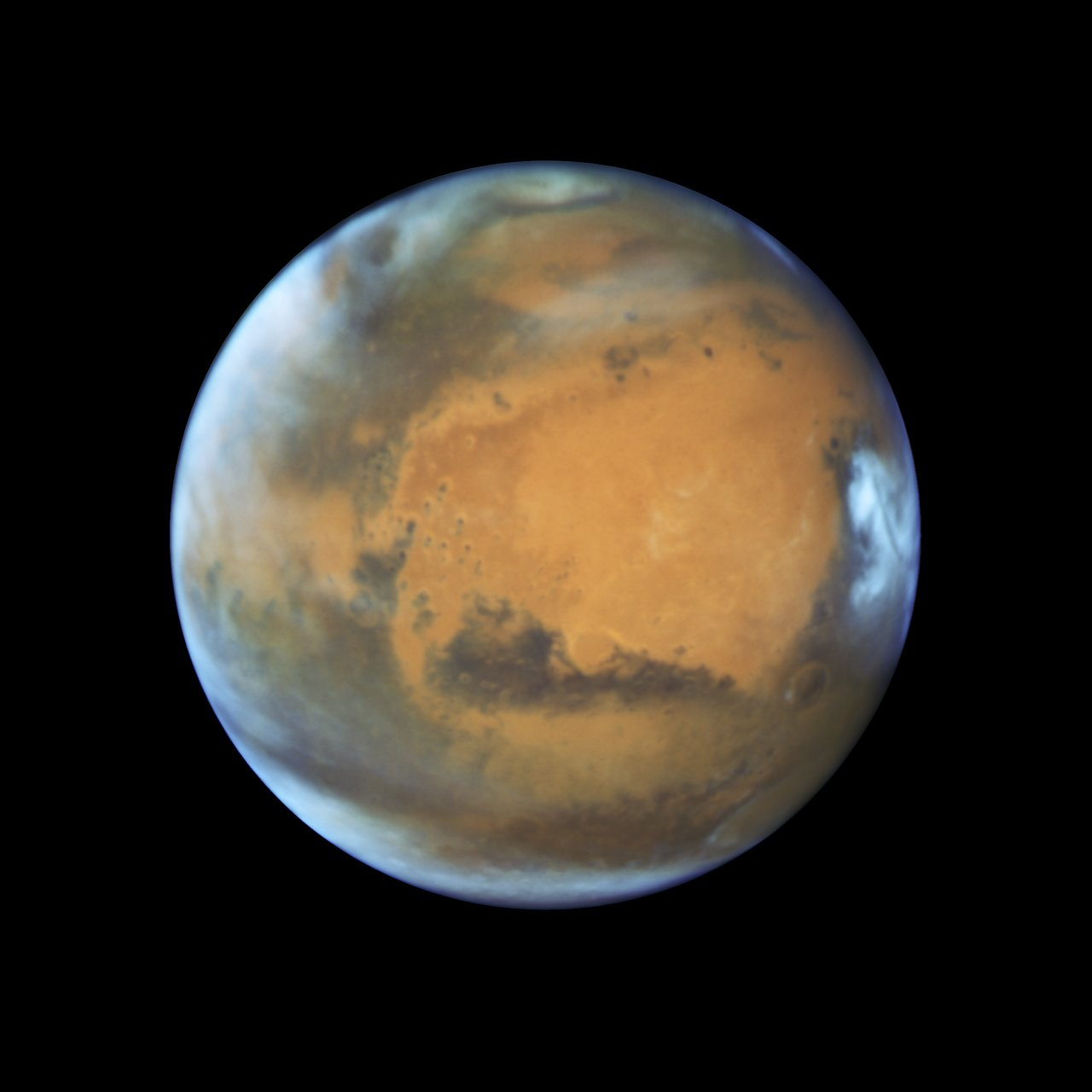
المريخ في وضع مقابلة كوكبية 2016.

## القمر
القمر الذي يدور حول الأرض بدلا من الشمس، يكون قمر كامل عندما يواجة الشمس. ولايرى من الأرض بدرا إلا إذا كانت الأرض بين الشمس والقمر في تلك الحالة فأن خط الطول السماوي للقمر يختلف بمقدار 180 درجة عن خط الطول الظاهري للشمس. وعندما يكون القمر في وضع تقابل كوكبي قد يحدث خسوف.

يدخل القمر ظل الأرض عندما يكون في وضع المقابلة